# 阿克兰街

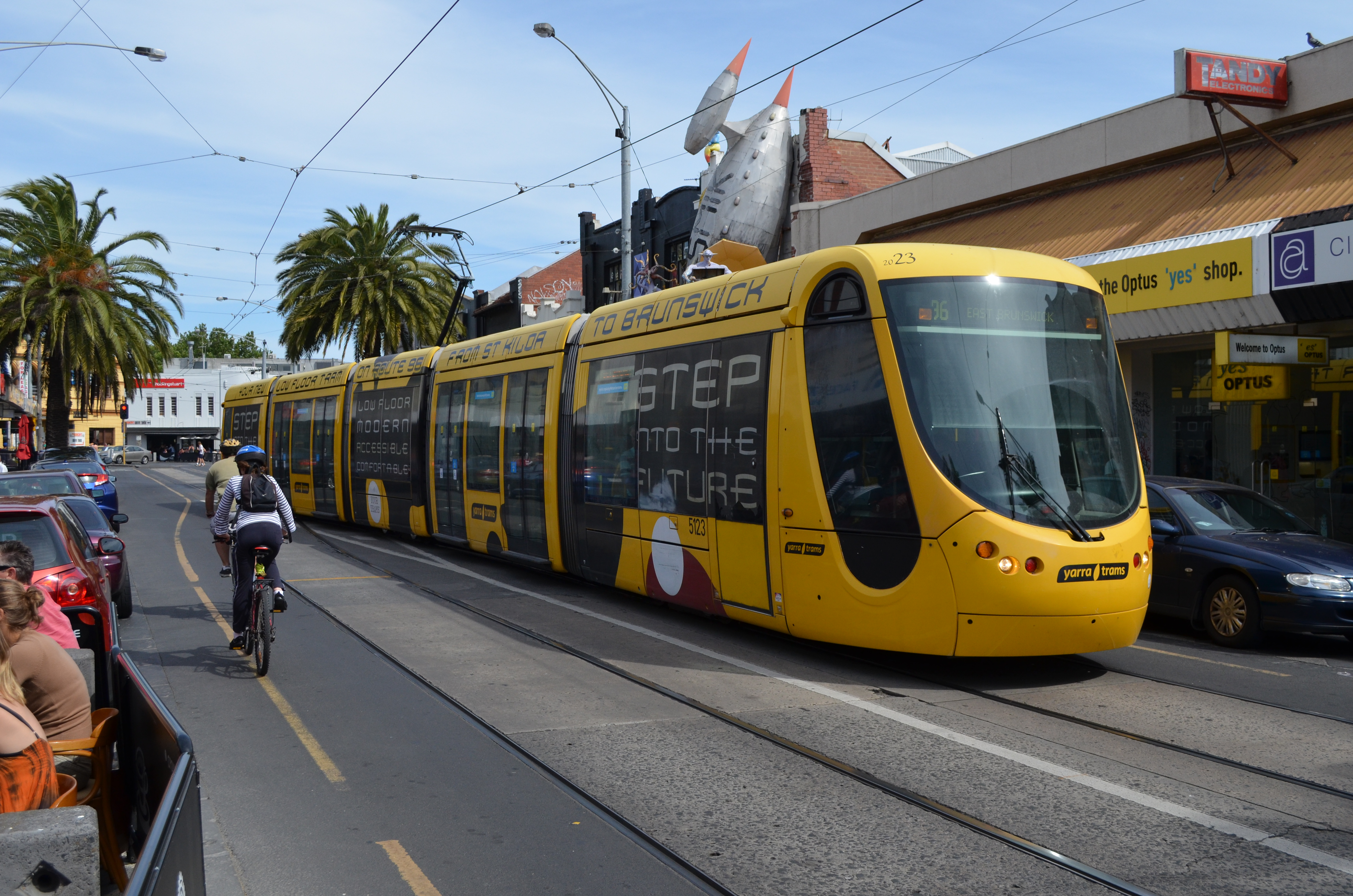
阿克兰街

阿克兰街是澳大利亚墨尔本著名的食品街，临近圣基尔达海岸。街上集中了不少出售犹太和东欧风味糕点的食品店，这里的核桃千层派、水果布丁、芝士蛋糕、巧克力蛋糕十分有名。街道中心的Monarch Cake Shop的历史可追溯到1934年。另外也有不少咖啡店。此外街上还有许多书店、唱片行、礼品店、服饰店、礼品店。